# اچ‌ام‌اس سایدلشام (ام۲۷۲۹)
اچ‌ام‌اس سایدلشام (ام۲۷۲۹) (به انگلیسی: HMS Sidlesham (M2729)) یک کشتی بود. این کشتی در سال ۱۹۵۵ ساخته شد.